# Modibo Diarra
Modibo Diarra (1952) es un astrofísico, empresario y político maliense que fue primer ministro interino de Malí desde abril de 2012, tras el golpe de Estado de Malí en marzo de 2012 a diciembre de 2012.
El 11 de diciembre de 2012, Diarra presentó su renuncia en la televisión estatal en una transmisión a las 4 a. m. hora local, horas después de que soldados que encabezaron el golpe de Estado de 2012 lo detuvieron en su casa de Bamako. Fue sustituido, también de forma interina, por Django Sissoko hasta que en septiembre volvió la normalidad constitucional con el nombramiento de Oumar Tatam Ly.